# St. Antonius (Oberschledorn)

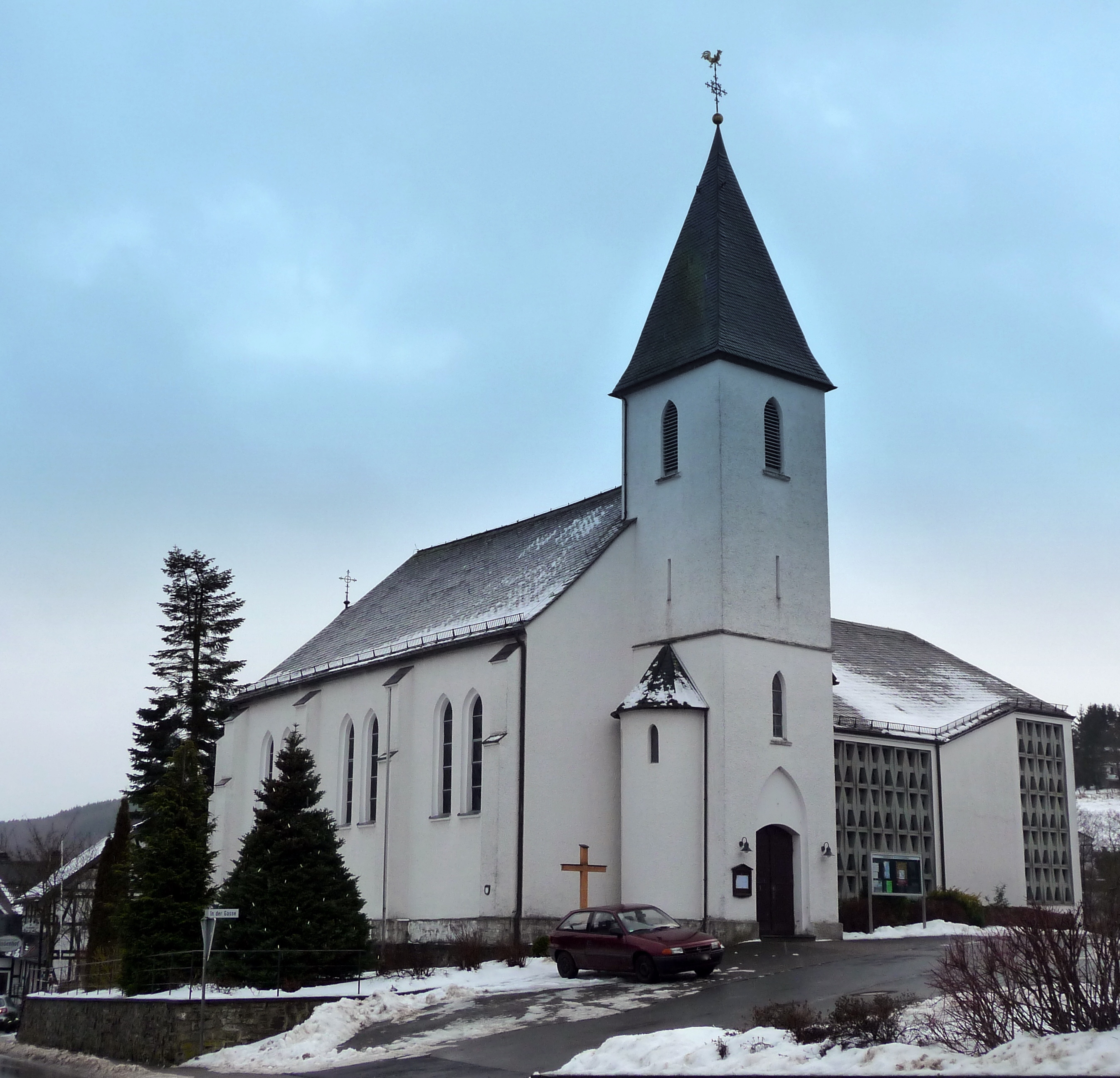

Die römisch-katholische Kirche St. Antonius ist ein denkmalgeschütztes Kirchengebäude in Oberschledorn, einem Ortsteil von Medebach im Hochsauerlandkreis, Nordrhein-Westfalen.

## Geschichte

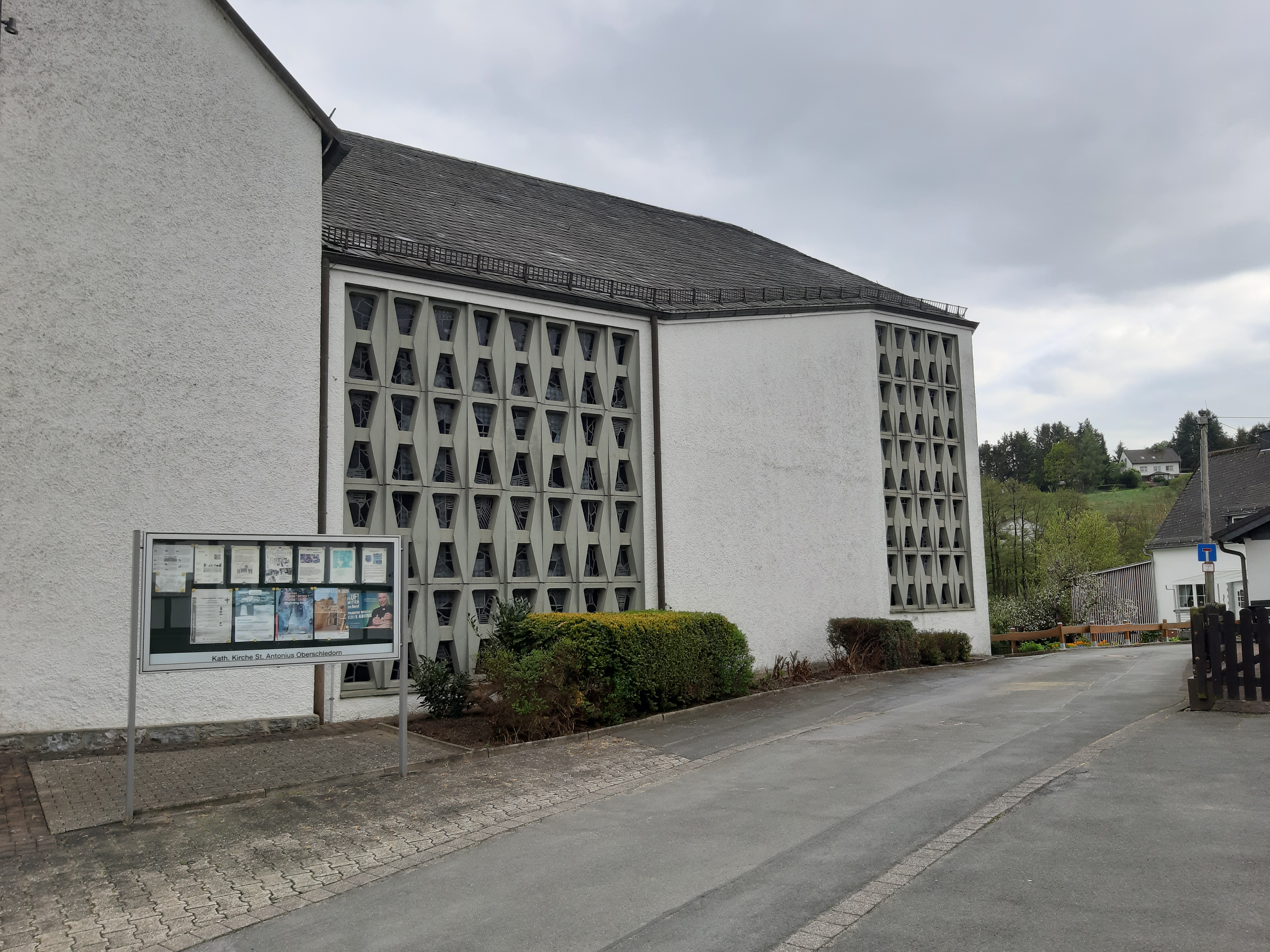
Der 1970 erbaute Anbau

Eine erste kleine St.-Antonius-Kapelle wurde wahrscheinlich im 15. Jahrhundert errichtet. Da zu der Zeit der Reformation auch Gläubige aus anderen Ortschaften den Gottesdienst in Oberschledorn besuchten, stieß die kleine Kapelle an ihre Kapazitätsgrenze. Deswegen wurde sie 1664 abgerissen. An der gleichen Stelle wurde ein Neubau errichtet. Bei einem Ortsbrand der am 17. Mai 1890 stattgefunden hat, stand auch die Kirche in Flammen. Lediglich die Monstranz und vier Statuen, darunter die des hl. Antonius und der hl. Agatha, wurden gerettet. 4 Jahre lang fand der Gottesdienst in den Räumen der Schule statt. Am 10. Juli 1895 wurde der Grundstein für den Neubau in der Ortsmitte gelegt. Der Bau wurde vom Ort finanziert. Die Kirche wurde am 21. Mai 1896 geweiht. Am 19. August 1903 erhielt die Kirche durch den Paderborner Weihbischof Augustinus Gockel die Konsekration. Da die Einwohnerzahl des Ortes anstieg, beschäftigte man sich erstmals in den 1960er Jahren mit einem Neubau oder einer Erweiterung der Kirche. Schließlich entschied man sich 1968 für eine Erweiterung. Die Konsekration des Anbaus wurde am 7. September 1970 durchgeführt. Am 24. März 2002 wurde die heutige  Orgel geweiht.

## Besonderes
2017 wurde die Kirche zu einer „Farbenglanzkirche“. Dort können Besucher selbst eine Musik- und Lichtanlage bedienen und die Kirche in farbenfrohes Licht tauchen.